# KSE Energie
Die KSE Energie GmbH ist ein kirchliches Energieversorgungsunternehmen mit Sitz in Freiburg im Breisgau. Gegründet wurde die KSE Energie 2008 von den vier großen christlichen Kirchen Baden-Württembergs. Als ökologisch nachhaltiges Energieversorgungsunternehmen unterstützt die KSE Energie deutschlandweit Kirchengemeinden, Kirchenverwaltungen sowie kirchliche und soziale Einrichtungen bei der praktischen und ökonomischen Umsetzung der Energiewende.

## Geschichte
Gegründet wurde die KSE Energie  2008  von der Diözese Rottenburg-Stuttgart, den beiden Evangelischen Landeskirchen in Baden und Württemberg und der Erzdiözese Freiburg zur Lieferung preiswerter Energie an kirchliche und soziale Einrichtungen unter Berücksichtigung ökologischer Kriterien.
2018  entwickelte sich die KSE Energie vom Energielieferanten zum Energieversorger. Der für diese Neuausrichtung erforderliche Handlungsrahmen wurde von der KSE-Gesellschafterversammlung durch eine Satzungsänderung geschaffen. Mit ihrer Neuausrichtung erhielt die KSE Energie den Auftrag, einen Beitrag zur Bewahrung der Schöpfung zu leisten und ihre Kunden im zunehmend komplexen energiewirtschaftlichen Umfeld zu unterstützen und zu entlasten.

## Geschäftsfelder
Das Leistungsspektrum der KSE Energie umfasst die Lieferung von Ökostrom, Erdgas mit CO2-Kompensation und Pellets sowie Dienstleistungen in den Bereichen Elektromobilität, Energieaudit und Photovoltaik.

## Aufsichtsrat
Der KSE-Aufsichtsrat besteht aus jeweils zwei Vertretern der vier großen christlichen Kirchen Baden-Württembergs: der Diözese Rottenburg-Stuttgart, den beiden Evangelischen Landeskirchen in Baden und Württemberg und der Erzdiözese Freiburg.